# Система кругового огляду

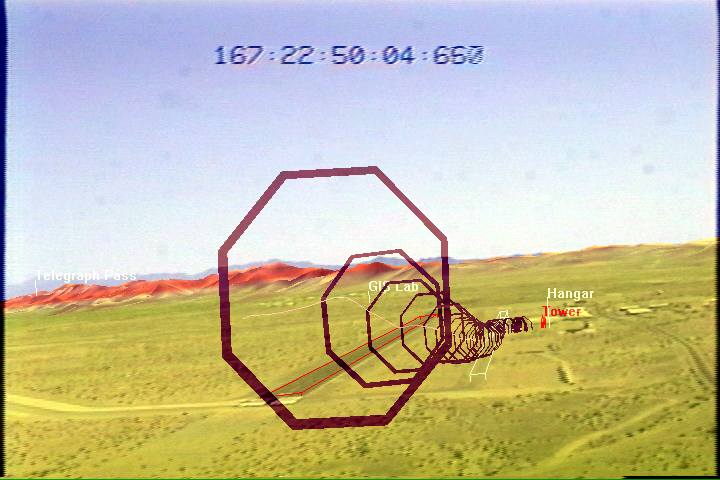
Ілюстрація застосування в системі кругового огляду доповненої реальності з маркуванням маршруту руху

Система кругового огляду (англ. Circular review system) — система у складі бойових машин, яка надає екіпажу повне ситуаційне уявлення про зовнішню ситуацію за межами броні (наприклад, формує панорамне зображення з охопленням поля зору 360° за азимутом).
Система кругового огляду спирається на застосування доповненої реальності та технологій штучного інтелекту для поєднання панорамної картини з інформацією про позиції дружніх підрозділів (англ. Blue Force Tracking), маркування позицій противника, відображення даних цілевказування, координації спільного вогню між поєднаними у мережу бойовими машинами та завчасного виявлення загроз.

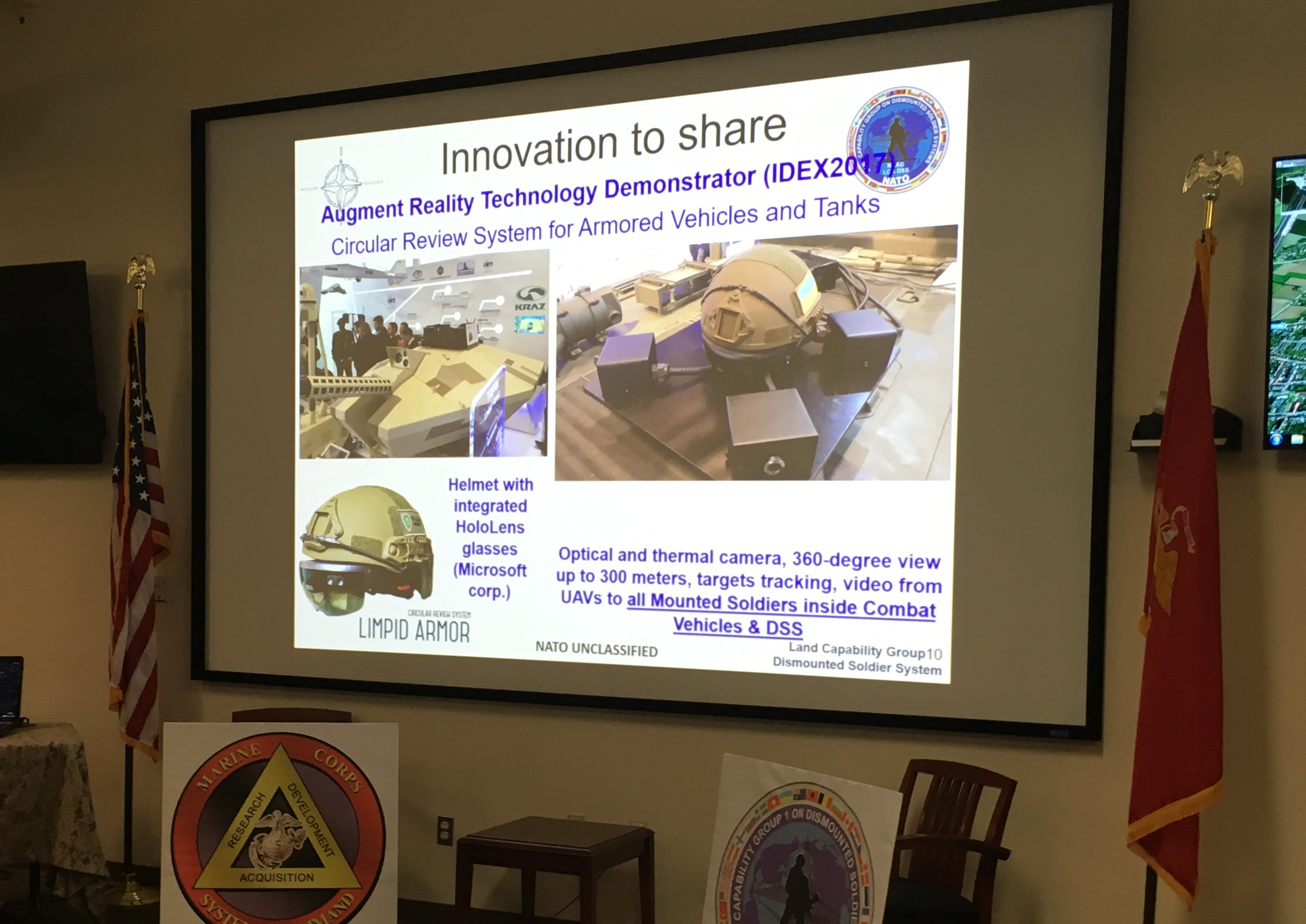
Система кругового огляду від компанії LimpidArmor

Панорамне зображення формується за допомогою бортових сенсорів траспортного засобу, а також з зовнішніх відеокамер, розташованих на БПЛА та наземних роботизованих комплексах. Інформація може виводитися на окуляри доповненої реальності або інші дисплейні системи.